# Kostel svatého Josefa (Mirošov)
Kostel svatého Josefa je filiální kostel v římskokatolické farnosti Dušejov, nachází se v centru obce Mirošov. Kostel je pozdně barokní stavbou s eliptickým půdorysem a hranolovou zvonicí. Kostel je chráněn jako kulturní památka České republiky.

## Historie
Kostel byl postaven kolem roku 1740, architektem kostela měl být Kilián Ignác Dientzenhofer, stavitelem pak Jan Vratislav z Mitrovic. Dříve, od poloviny 17. století stála na místě nynějšího kostela kaple, kterou postavil Adam František Vratislav z Mitrovic.
Kostel původně patřil státu, po roce 2000 byl převeden do vlastnictví obce, která jej postupně opravuje.V roce 2008 byla opravena střecha a interiér kostela. Střecha kostela pak byla rekonstruována v roce 2014.